# Pik Erkindik
Der Pik Erkindik (früher: Pik Kirow oder Kirowa) ist ein 6073 m hoher Berg im Tian Shan an der Grenze zwischen Kirgisistan und Xinjiang (China).

## Lage
Der 6073 m hohe Berg liegt im Kakschaaltoo, 20 km westlich vom Dschengisch Tschokusu (Pik Pobeda). Am Pik Erkindik zweigt die Kaindykette nach Nordwesten vom Hauptkamm des Kakschaaltoo ab. An seiner Westflanke liegt das Nährgebiet des Kajukap-Gletschers. An seiner Nordflanke strömt der Komsomolez-Gletscher. An der Südflanke des Pik Erkindik strömt der Westliche Temirsugletscher. Der Pik Erkindik besitzt eine Schartenhöhe von 912 m.

## Namensherkunft
Der ursprüngliche Name des Berges leitet sich vom sowjetischen Staats- und Parteifunktionär Sergei Mironowitsch Kirow ab.

## Karten
- Blatt 0/15 Khan Tengri – Tien Shan, Kyrgyzstan, Alpenvereinskarte 1:100.000